# Herb gminy Grzmiąca
Herb gminy Grzmiąca – symbol gminy Grzmiąca, ustanowiony 30 marca 1993.

## Wygląd i symbolika
Herb przedstawia na tarczy dzielonej w słup w polu lewym w górnej części błękitne niebo ze słońcem i chmurami, a pod nim żółte pole z kłosami zboża, natomiast w polu prawym zielonym pół gryfa skierowanego w prawo z błękitną rybą w szponach. Nad całością widnieje czerwony napis stylizowany z nazwą gminy na białym tle. 